# فرت کلهون (نبراسکا)
فرت کلهون(به انگلیسی: Fort Calhoun) شهری در ایالت نبراسکا کشور ایالات متحده آمریکا است که جمعیت آن در سرشماری سال ۲۰۱۰ میلادی، ۹۰۸ نفر بوده‌است.